# ماتئو جنتیلی
ماتئو جنتیلی (انگلیسی: Matteo Gentili؛ زادهٔ ۲۱ اوت ۱۹۸۹) بازیکن فوتبال اهل ایتالیا است.
از باشگاه‌هایی که در آن بازی کرده‌است می‌توان به باشگاه فوتبال رجینا، باشگاه فوتبال اسپتزیا، باشگاه فوتبال آتالانتا، باشگاه فوتبال ویچنزا، باشگاه فوتبال یو. اس. پرگولیتزه، و باشگاه فوتبال وارزه اشاره کرد.
وی همچنین در تیم‌های ملی فوتبال زیر ۱۷ سال ایتالیا، زیر ۱۸ سال ایتالیا، زیر ۱۹ سال ایتالیا، و زیر ۲۰ سال ایتالیا بازی کرده‌است.